# Bonito (Pará)
Pour les articles homonymes, voir Bonito.
Bonito est une municipalité brésilienne située dans l'État du Pará.